# Bartolomé Albizzi
Bartolomé Albizzi, también conocido como Bartolomeo da Pisa y Bartolomeo Albisi de Vico (Vicopisano, c. 1300-Pisa, 10 de diciembre de 1361), fue un sacerdote franciscano italiano conocido por sus obras de hagiografía.
Entre sus obras destaca Liber Conformitatum Saneti Francisci cum Christo, sobre la vida de San Francisco de Asís y la biografía de Gerardi Cagnoli de Valencia, publicada en Palermo en 1341.